# Botoret
Le Botoret est un cours d'eau de France.

## Géographie
Le Botoret prend sa source sur la commune de Belleroche dans la Loire.
Long de 23,4 kilomètres, il se jette dans le Sornin au niveau de Saint-Denis-de-Cabanne. Peu avant son confluent, il forme une partie de la frontière entre la Saône-et-Loire et la Loire.